# Savijärvi (Kouvola)
Le Savijärvi est un lac situé à Anjalankoski dans la municipalité de Kouvola en Finlande,.

## Géographie
La superficie du lac est de 32 hectares, il mesure 1,1 kilomètre de long et 500 mètres de large. Son littoral mesure 2,9 kilomètres de long,.

## Hydrographie
Le  fait partie du bassin de la Kymi.